# Tereza Cruvinel
Tereza Cruvinel (Abadia dos Dourados, 23 de maio de 1956) é uma jornalista brasileira.

## Biografia
Maria Tereza Cruvinel, nasceu em 23 de Maio de 1956 na fazenda Destroncado, entre os municípios de Abadia dos Dourados e Coromandel, Minas Gerais.
Sua família paterna, ligado ao garimpo, radicou-se na região de Coromandel no ciclo dos diamantes. Sua família materna, de pequenos agricultores, foi pioneira na ocupação de Abadia dos Dourados. Estudou em Coromandel, Monte Carmelo, Prata e Uberlândia, no Triângulo Mineiro, antes de mudar-se para Brasília, em 1972, onde entrou para a Universidade de Brasília (UNB).
Atuou no movimento estudantil nos anos 70. Na greve de 1977, juntamente com outras lideranças estudantis, enfrentou a repressão e a invasão do campus, prisões e punições. Militava na Liga Operária, futura Convergência Socialista, hoje Partido Socialista dos Trabalhadores Unificado (PSTU).
Depois de um período na clandestinidade, onde viveu na Baixada Fluminense, atuando em fábricas e movimentos populares, voltou à Universidade depois da anistia para concluir seu curso de Jornalismo em 1981. Ali fez também seu mestrado em Comunicação Social. Começou sua carreira profissional em 1982, dedicando-se logo ao jornalismo político. Atuou na TV Brasília, Jornal de Brasília, Correio Braziliense, Jornal do Brasil e O Globo, trabalhando neste último por 24 anos.
Como repórter, cobriu a Campanha das Diretas, a eleição de Tancredo Neves e a transição, a Constituinte e todo processo de redemocratização. A partir de 1986 passou a escrever a coluna Panorama Politico, na pagina 2 de O Globo, o que fez por 21 anos (1986-2007). Foi também comentarista politica da Globonews nos primeiros 10 anos do canal.  Tereza Cruvinel é autora do livro "Cristina Tavares - uma guerreira do jornalismo e da política" e co-autora de "Jornalismo político para estudantes".
No dia 27 de setembro de 2007, o jornal para o qual trabalhava publicou a saída de Tereza: ela pedira demissão para assumir o cargo de presidente da EBC - Empresa Brasil de Comunicação, a convite do presidente Lula e do ministro-chefe da Secom, jornalista Franklin Martins. A principal missão da EBC seria implantar a TV Brasil, a TV Publica nacional.
Em seu blog, Moreno comentou, com tristeza, a saída da amiga.
Na Globonews, atuou ao lado da amiga Cristiana Lôbo como comentarista e como participante do programa Fatos & Versões. Uma fato a destacar: quando o programa foi criado, o âncora era justamente Franklin Martins, cuja demissão da Rede Globo, tempos depois, levou Cristiana Lôbo à poltrona principal.
Na presidência da EBC Cruvinel implantou a TV Brasil, formando a Rede Publica de Televisão com outras emissoras educativas e culturais estaduais e implantou a TV Brasil Internacional em 68 países. A EBC, que incorporou a antiga Radiobrás, no mandato de Cruvinel tornou-se uma empresa moderna e dotada de parque de produção e transmissão. Além da TV Brasil e de seu canal internacional, administra oito rádios publicas, sendo cinco da matriz Radio Nacional e três da família Radio Mec. Através da EBC serviços, atende o Governo Federal cobrindo as atividades da Presidência da Republica e produzindo programas como Café com a Presidente, Voz do Brasil e Bom dia, ministro.
O mandato da quatro anos da jornalista terminou em 31 de outubro de 2011. Em 25 de agosto, segundo nota por ela divulgada, agradeceu a oferta da presidente Dilma Rousseff para continuar no posto por mais um mandato, como admite a lei, defendendo para seu lugar o nome do jornalista Nelson Breve, já proposto pelo ex-ministro Franklin Martins. Breve foi nomeado em 1 de novembro de 2011.
Em 2013, Tereza deixa a TV Brasil e a EBC e se muda para a RedeTV! para ser comentarista de política do RedeTV! News. Entre 2014 e fevereiro de 2018, colaborou com o portal Brasil247. Ainda em 2018, foi contatada como colunista do Jornal do Brasil, que voltara a ser impresso diariamente. Teresa passou a escrever de terça a domingo na página 2 do jornal. Em 6 de janeiro de 2019, publicou seu último artigo no JB. A seguir, retornou ao Brasil 247, atuando como colunista e comentarista na TV 247. 